# Vladimir Artsikhovski
Vladimir Martynovitch Artsikhovski (en russe : Владимир Мартынович Арциховский ; en allemand : Arcichovsky), né le 8 juillet 1876  à Jytomyr (Empire russe), actuel Ukraine et décédé le 13 juin 1931 à Moscou (Union soviétique), est un scientifique russe et soviétique du XXe siècle, reconnu entre autres pour ses travaux précurseurs dans le domaine de l'exobiologie.

## Publications
- Auf der Suche nach Chlorophyll auf den Planeten[2] (littéralement À la recherche de la chlorophylle sur les planètes), écrit en 1912, en russe avec un résumé allemand.

Arcichovsky y présente l'idée de rechercher la signature spectrale de la chlorophylle dans le spectre de la Terre (obtenu en observant la lumière cendrée), afin d'éventuellement calibrer les spectres d'autres planètes et ainsi déterminer si elles possèdent une telle forme de vie.
Bien que cette expérience n'ait pas porté fruit à l'époque, à cause de limites instrumentales, la méthode a été utilisée à nouveau au début du XXIe siècle, et la faible signature du front d'absorption dans le rouge des végétaux (Vegetation red-edge) a pu être repérée,.
- Eine neue Methode zur Messung des relativen Lichtgenusses der Pflanzen[5], publié en 1932.

Cet article présente une nouvelle méthode pour enregistrer l'intensité du rayonnement solaire en exposant du papier photographique.